# زهراکار
زهراکار، روستایی از توابع بخش ویسیان شهرستان دوره در استان لرستان ایران است. زهراکار نام طایفه ای است از ایل چگنی که بیشتر ساکنین این روستا را تشکیل می‌دهند. طایفه زهراکار  بازمانده اتابکان لر کوچک است. زهراکارها از نسل ملک عزالدین حسین سوم خورشیدی شانزدهمین اتابک لُر کوچک هستند.

## زبان
این طایفه به زبان لری تکلم می‌کنند.

## جمعیت
این روستا در دهستان ویسیان قرار دارد و براساس سرشماری مرکز آمار ایران در سال ۱۳۸۵، جمعیت آن ۲۷۹ نفر (۶۴خانوار) بوده‌است.